# Leuchtenberg
Leuchtenberg ist ein Markt im Oberpfälzer Landkreis Neustadt an der Waldnaab. Der Markt liegt im Naturpark Nördlicher Oberpfälzer Wald.

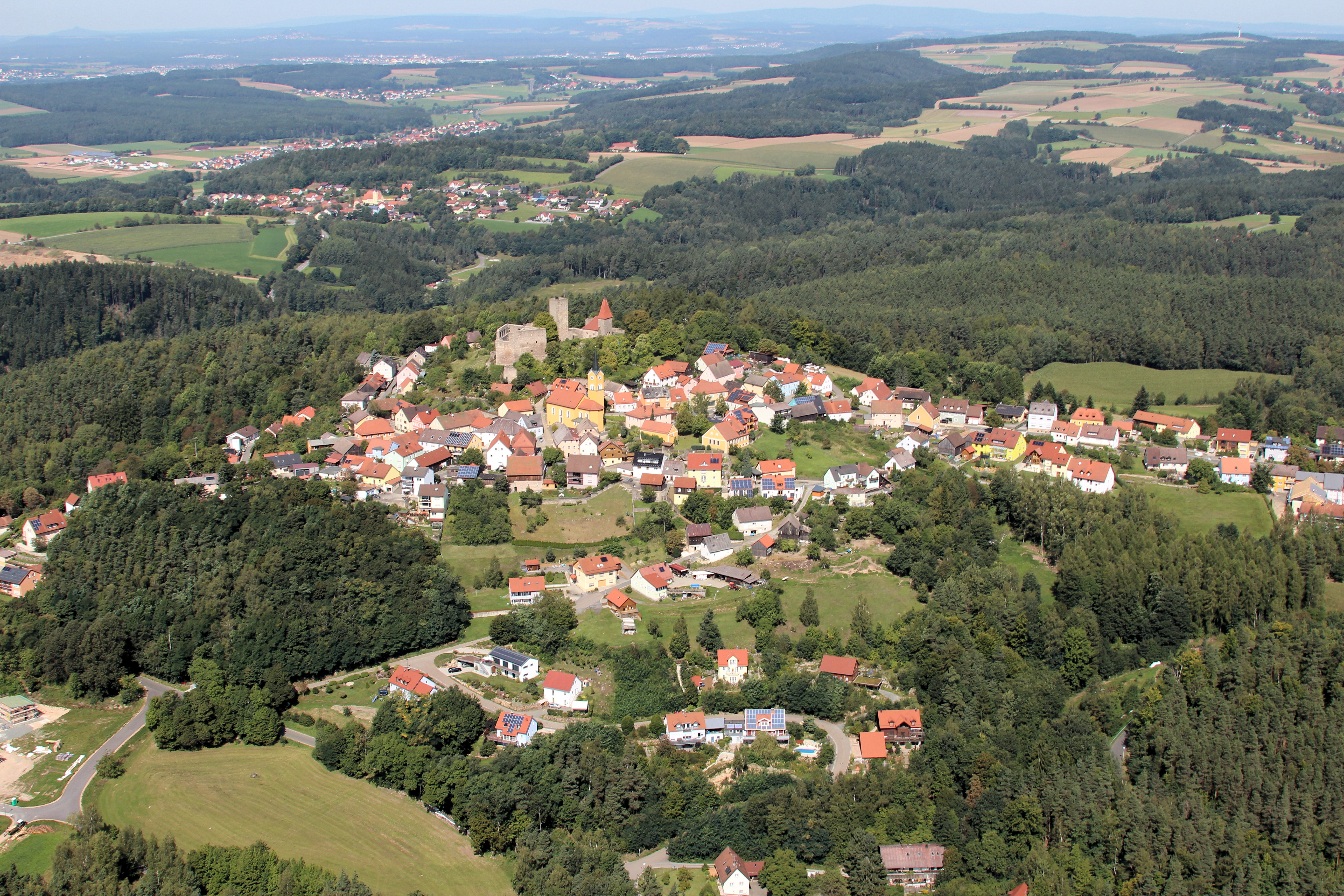
Leuchtenberg (2017)

## Geographie

### Geographische Lage
Der Ort liegt 15 Kilometer südöstlich von Weiden. Nahe Leuchtenberg befinden sich die landschaftlich reizvollen Täler der Flüsse Pfreimd, Lerau und Luhe.

### Gemeindegliederung
Die Gemeinde hat 18 Gemeindeteile (in Klammern ist der Siedlungstyp angegeben):
- Bernrieth (Weiler)
- Burgmühle (Einöde)
- Döllnitz (Kirchdorf)
- Hermannsberg (Einöde)
- Kleinpoppenhof (Weiler)
- Kleßberg (Weiler)
- Lerau (Dorf)
- Leuchtenberg (Hauptort)
- Lückenrieth (Dorf)
- Michldorf (Pfarrdorf)
- Preppach (Weiler)
- Sargmühle (Einöde)
- Schmelzmühle (Einöde)
- Schönmühle (Einöde)
- Steinach (Weiler)
- Unternankau (Weiler)
- Wieselrieth (Dorf)
- Wittschau (Dorf)

## Geschichte

### Bis zum 19. Jahrhundert

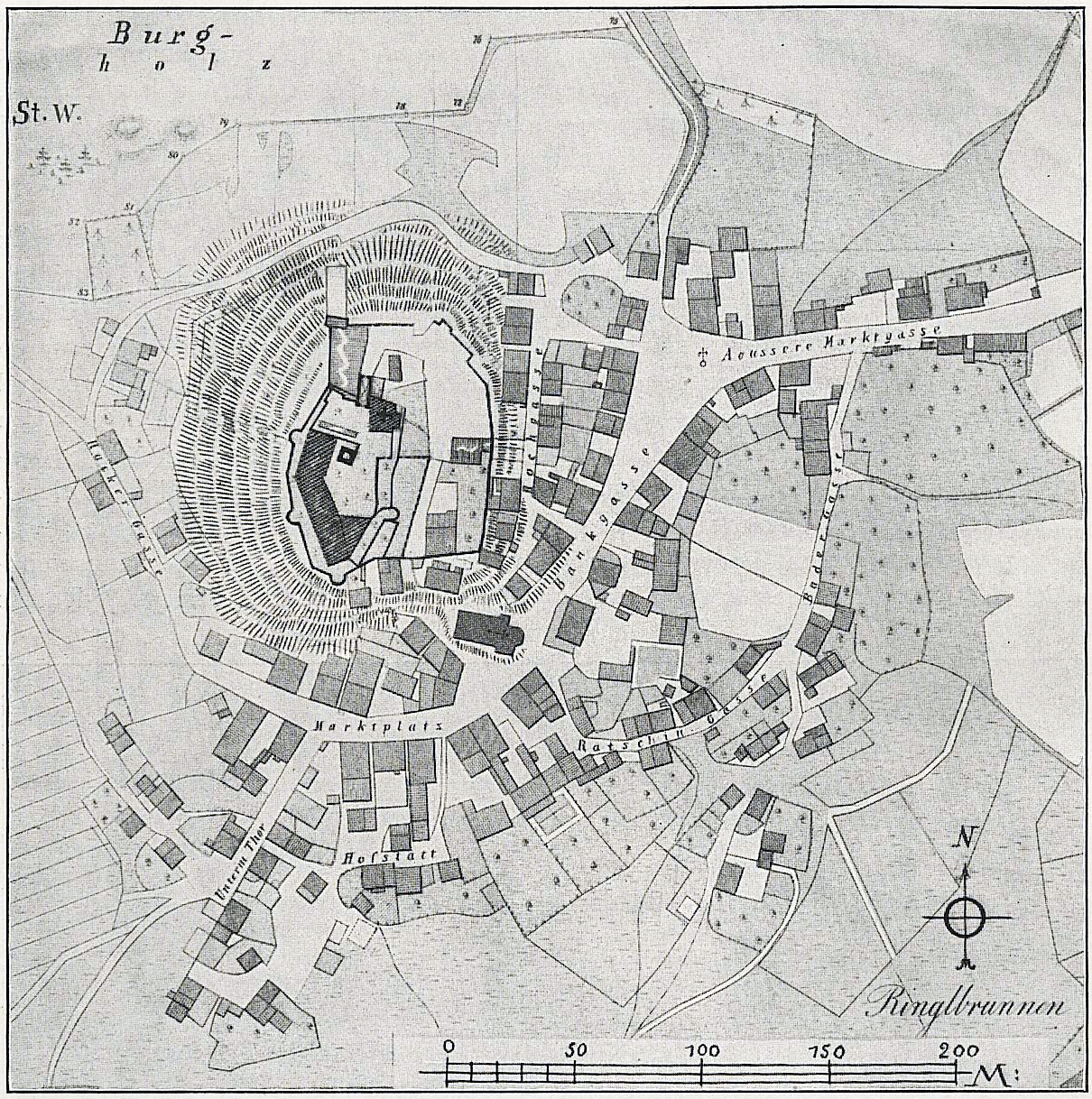
Leuchtenberg, Ortsplan von 1906

Im Jahr 1124 wurde Leuchtenberg erstmals urkundlich erwähnt. Es war die Heimat der Landgrafen von Leuchtenberg. Der Markt Leuchtenberg war Sitz eines Oberen und eines Unteren Gerichts und gehörte zur Gefürsteten Landgrafschaft Leuchtenberg, die seit 1714 nach dem Aussterben des Hauses Leuchtenberg kurbayerisch war. Der Kurfürst führte den Titel Landgraf zu Leuchtenberg und führte den leuchtenbergischen Wappenschild zum Teil in seinem eigenen Wappen.
1817 erhielt Eugène de Beauharnais vom bayerischen König Maximilian I. Joseph den von Maximilian von Montgelas vorgeschlagenen Titel Herzog von Leuchtenberg ohne dortigen Territorialbesitz; sein Besitztum war das für ihn neu gebildete Fürstentum Eichstätt.
Im Zuge der Verwaltungsreformen in Bayern entstand mit dem Gemeindeedikt von 1818 die heutige Gemeinde Leuchtenberg.
Im Jahr 1842 fiel ein Großteil der Ortschaft einer Feuersbrunst zum Opfer.

### Eingemeindungen
Im Zuge der Gebietsreform in Bayern wurde am 1. Januar 1972 die Gemeinde Lerau eingegliedert. Am 1. Juli 1976 kam Döllnitz mit dem 1945 oder 1946 eingegliederten Ort Preppach und Teilen der zum gleichen Zeitpunkt aufgelösten Gemeinde Woppenrieth hinzu. Michldorf folgte am 1. Mai 1978.

### Einwohnerentwicklung
Zwischen 1988 und 2018 sank die Einwohnerzahl von 1269 auf 1155 um 114 Einwohner bzw. um 9 %.

## Religion

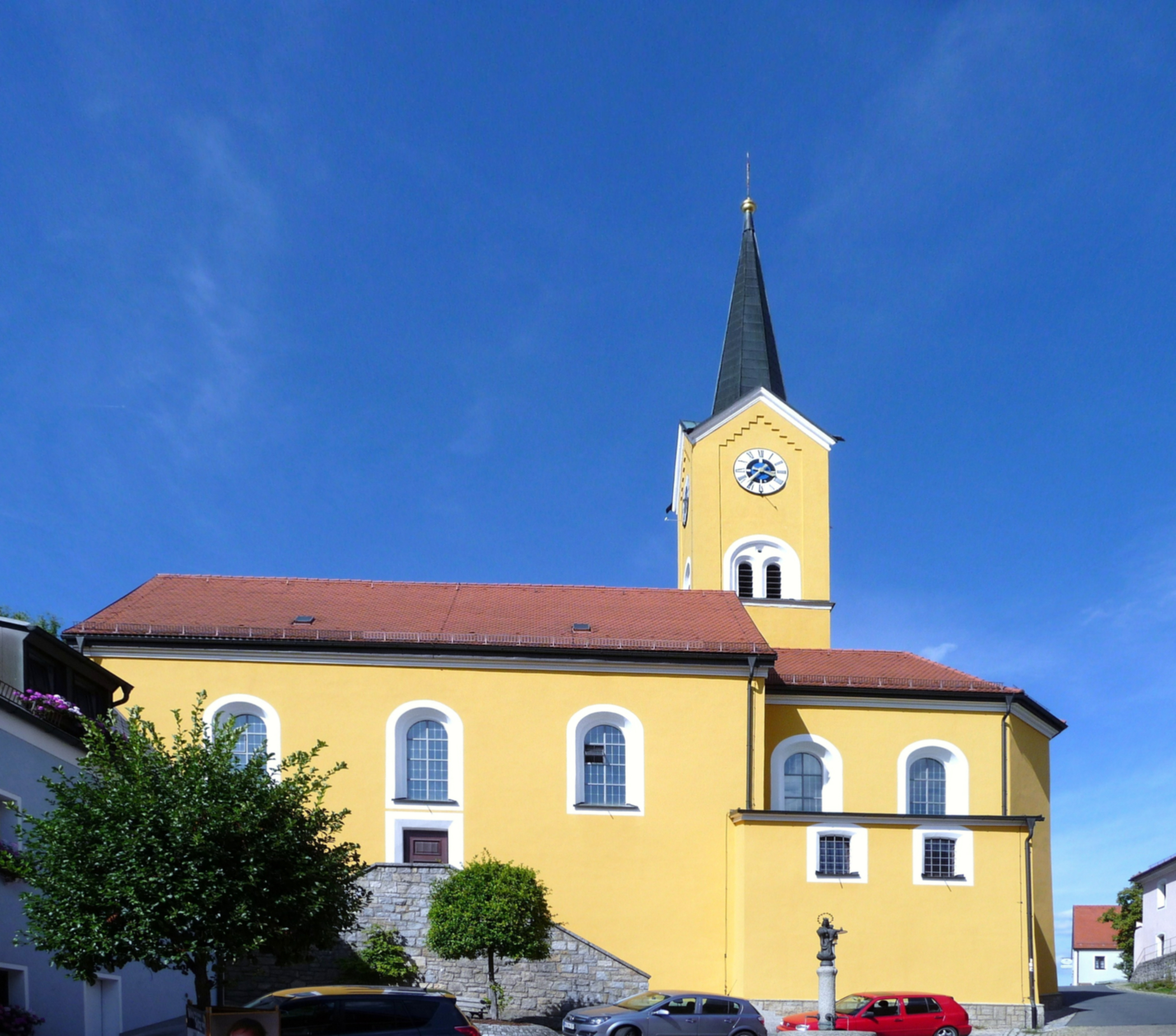
Pfarrkirche St. Margareta

88 % der Einwohner sind katholisch, 7 % evangelisch. Auf katholischer Seite gehört der größte Teil des Gemeindegebiets zur Pfarrei St. Margareta (Leuchtenberg) einschließlich der Expositur St. Jakobus der Ältere (Döllnitz); darüber hinaus besteht die Pfarrei St. Ulrich (Michldorf). Beide Pfarreien gehören zum Dekanat Neustadt-Weiden im Bistum Regensburg. Auf evangelischer Seite gehört Leuchtenberg zur Kirchengemeinde Vohenstrauß im Dekanat Cham/Sulzbach-Rosenberg/Weiden
des Kirchenkreises Regensburg der Evangelischen-Lutherischen Kirche in Bayern.

## Politik

### Gemeinderat
Die Gemeinderatswahl 2020 ergab folgende Stimmenanteile und Sitzverteilung:
| Partei/Liste        | %    | Sitze |
| ------------------- | ---- | ----- |
| CSU                 | 63,0 | 7     |
| SPD                 | 22,1 | 3     |
| Freie Wähler Gruppe | 14,9 | 2     |

### Bürgermeister
Seit Mai 2014 ist Anton Kappl (CSU) der Bürgermeister.

### Wappen
| Wappen Gde. Leuchtenberg | Blasonierung: „Geviert mit silbernem Herzschild, darin ein blauer Balken; 1 und 4 in Rot ein goldener Eichenzweig mit Eichel, 2 und 3 in Gold eine grüne Hopfenranke mit Dolde.“ |
| Wappen Gde. Leuchtenberg | Das Wappen ist seit dem 15. Jahrhundert bekannt. |

## Verwaltung
Die Gemeinde ist Mitglied der Verwaltungsgemeinschaft Tännesberg.

## Persönlichkeiten
- Johann Baptist von Walter (* 1831 in Leuchtenberg; † 1900 in München), Königlicher Oberstlandesgerichtsrat und Mitglied der Kammer der Abgeordneten in Bayern
- Michael Hardt (* 1878 in Leuchtenberg; † 1962 in Altenstadt an der Waldnaab), Chronist und Heimatforscher, Ehrenbürger der Gemeinde Altenstadt an der Waldnaab

## Kultur und Sehenswürdigkeiten

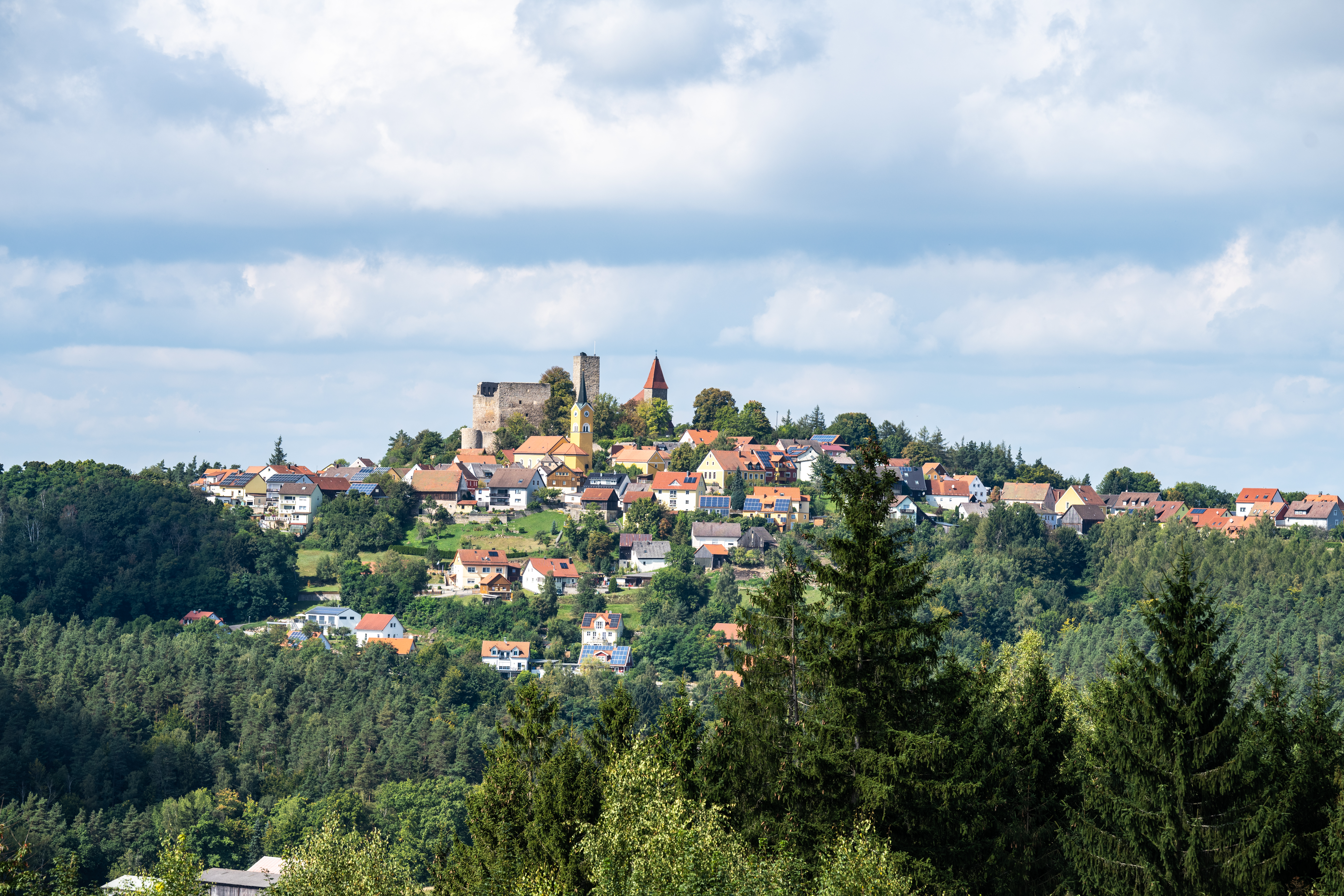
Leuchtenberg (2021)
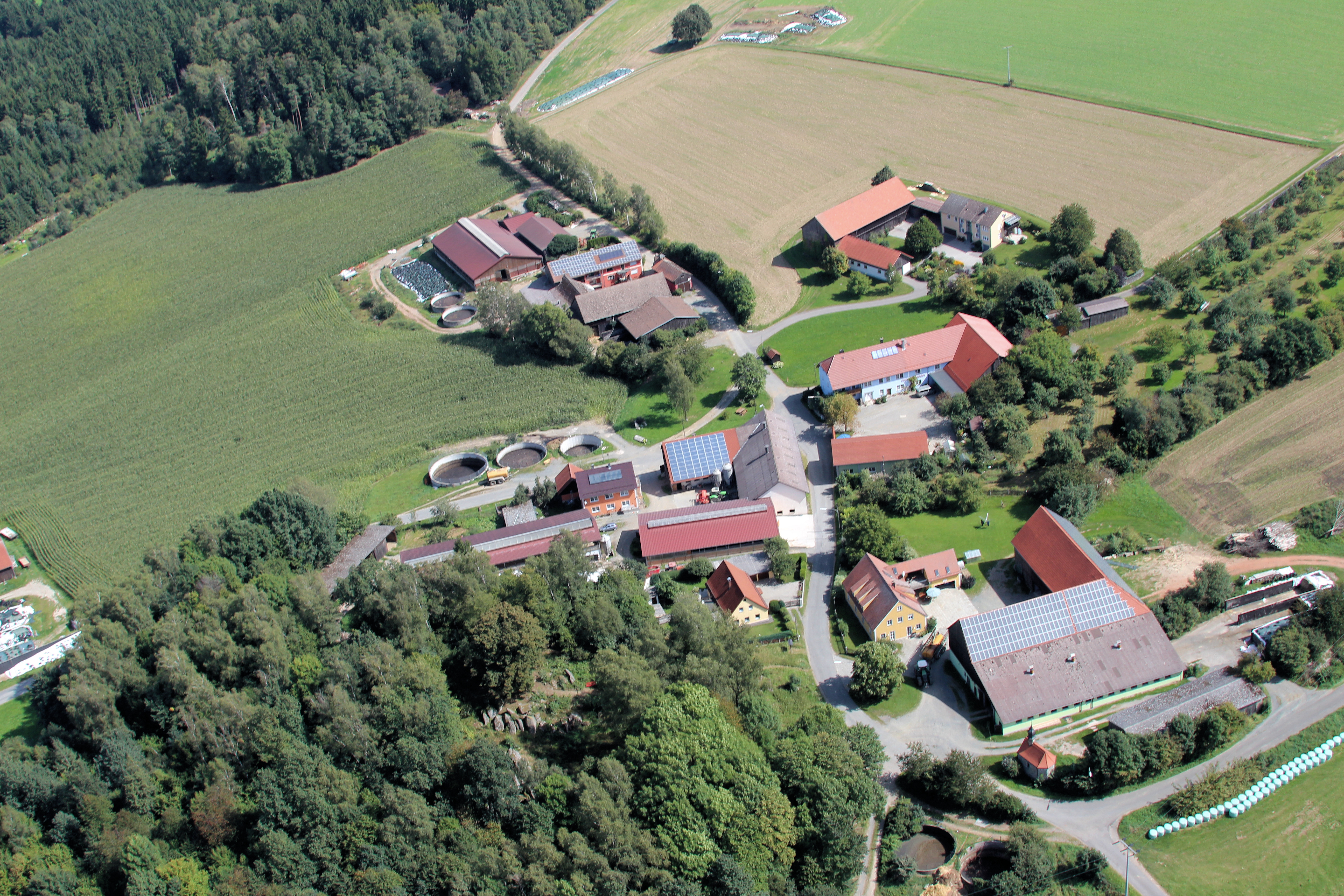
Steinach (2017)
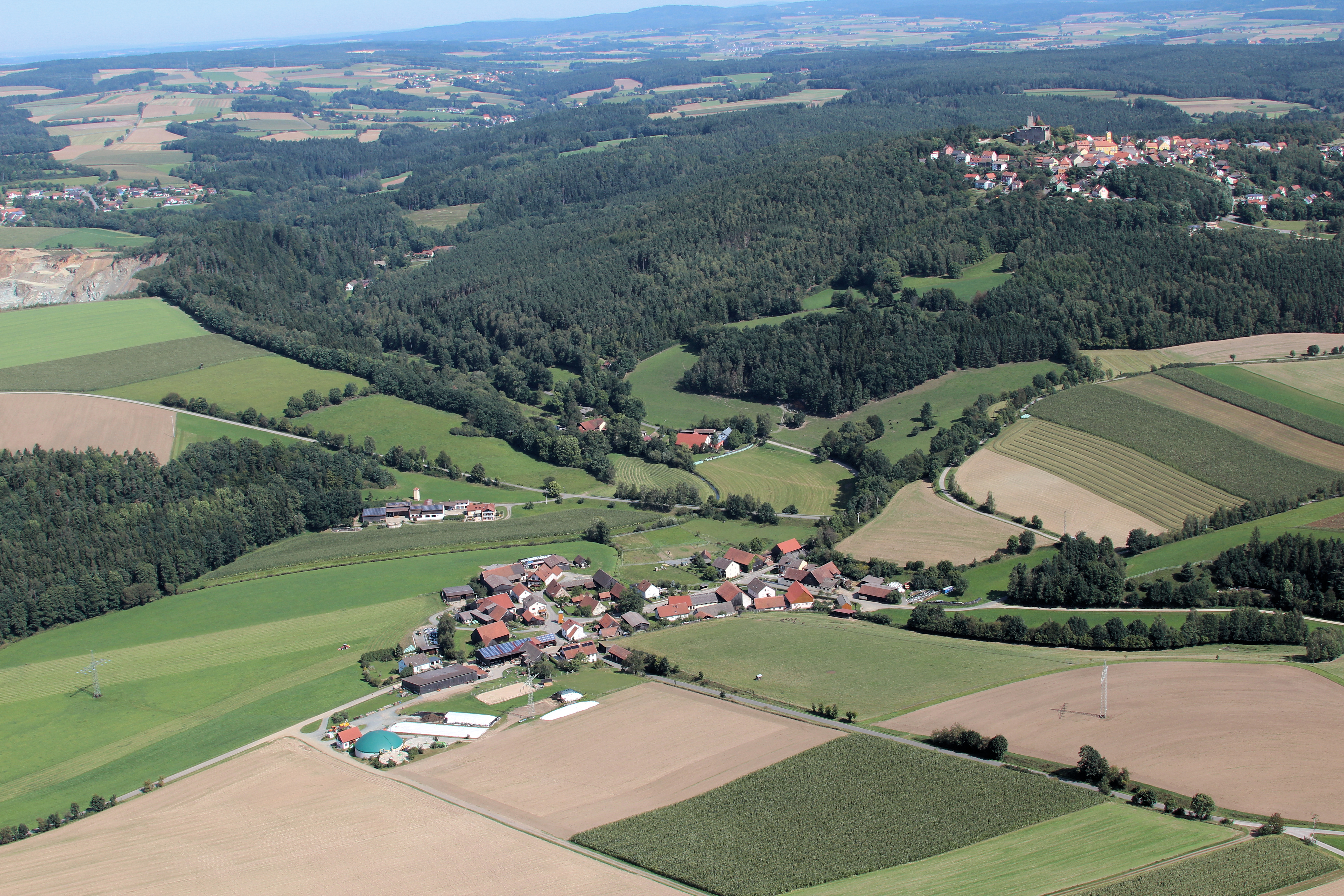
Lückenrieth, Leuchtenberg (2017)
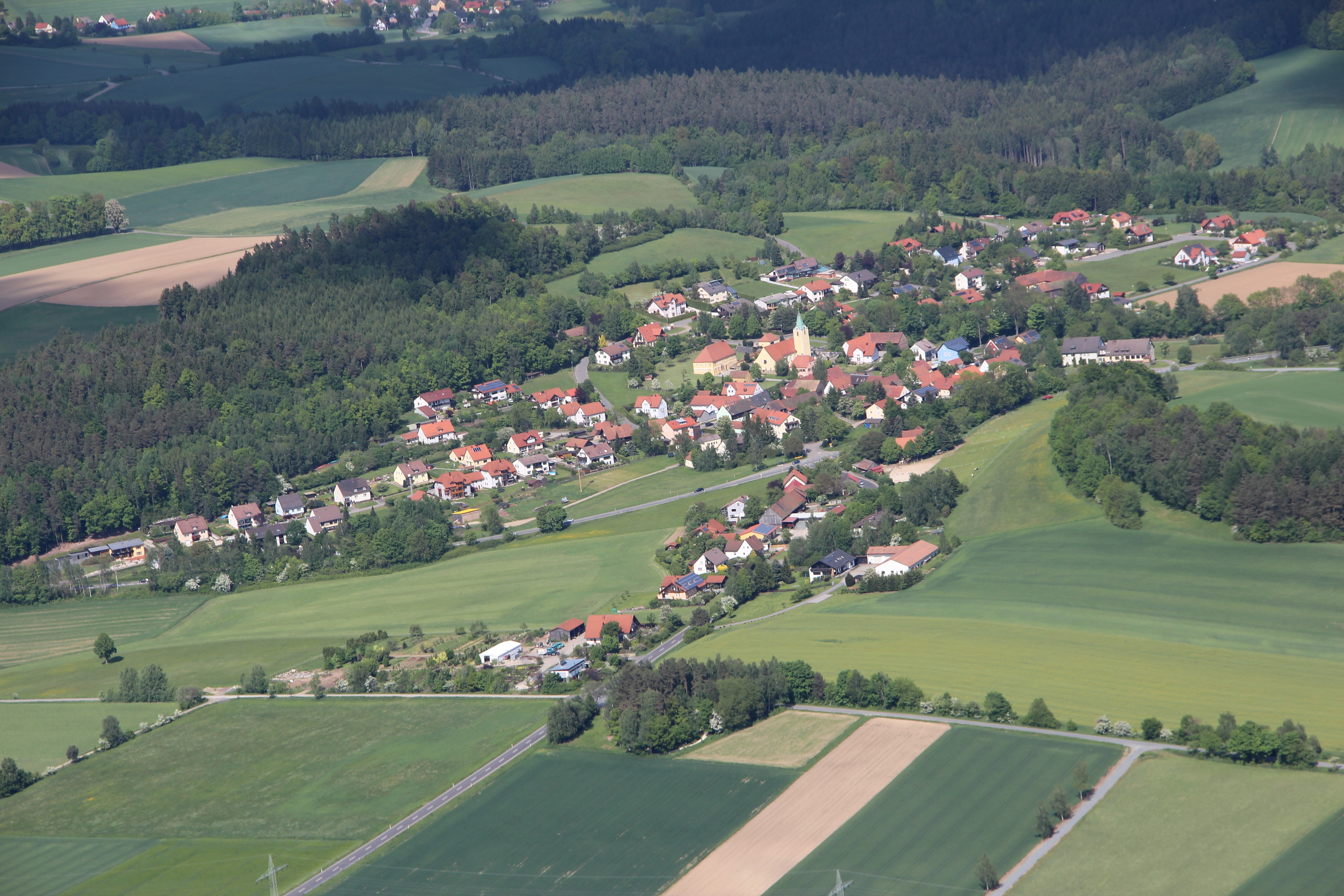
Michldorf (2012)
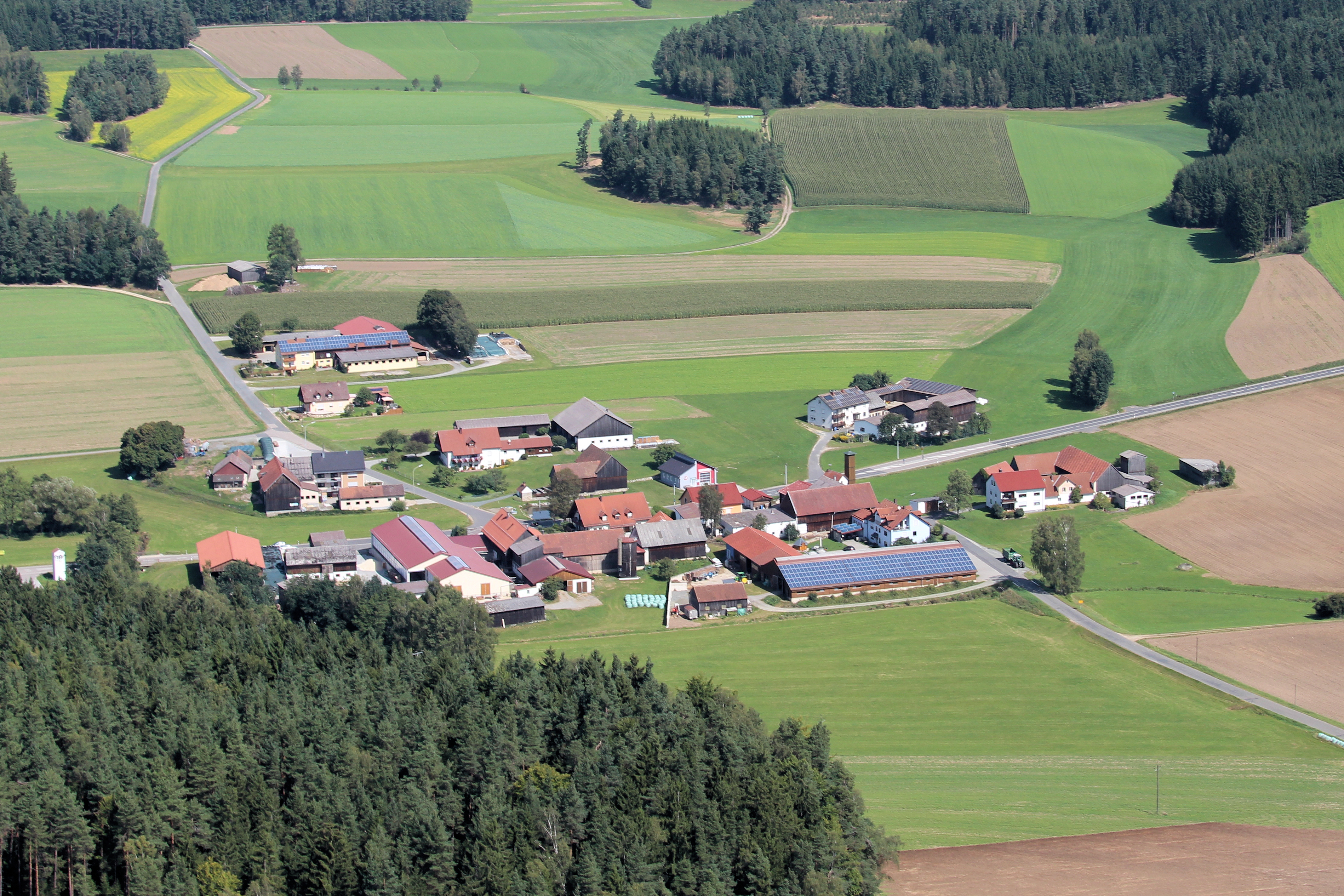
Lerau (2017)
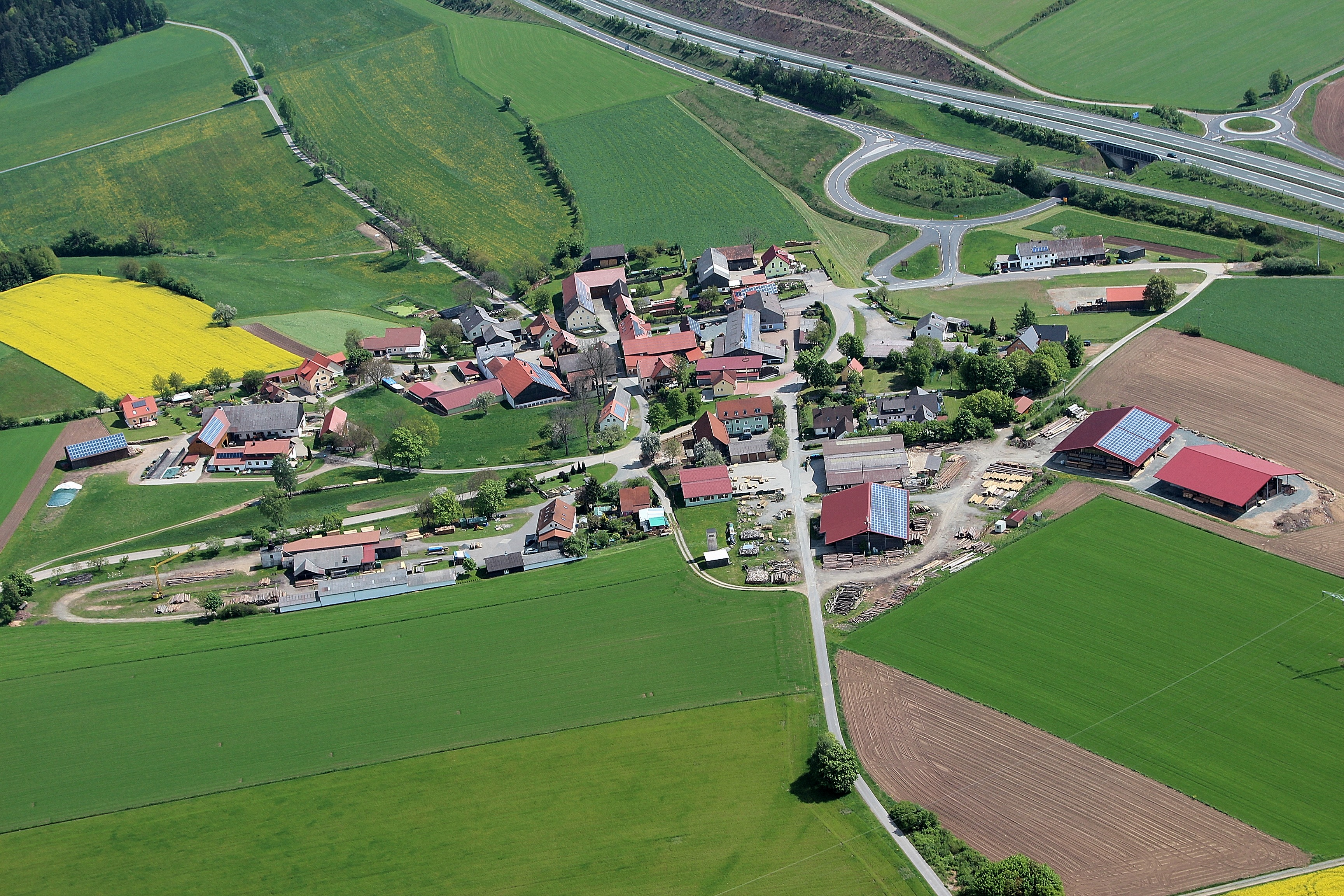
Wittschau (2014)

### Baudenkmäler
- Über der Ortschaft Leuchtenberg erhebt sich die Burgruine Leuchtenberg. Sie ist die größte und am besten erhaltene Burgruine der Oberpfalz. Dort werden jährlich von Mai bis August die Burgfestspiele Leuchtenberg vom Landestheater Oberpfalz veranstaltet. Die Burganlage ist die meistbesuchte Freilichtbühne der Oberpfalz.
- Die Pfarrkirche St. Margareta, im Dreißigjährigen Krieg 1621 und nach dem Brand von 1842 total zerstört und 1889 bis auf den Chor schwer beschädigt, wurde immer wieder auf den alten Fundamenten der ursprünglichen Kirche aufgebaut.

### Bodendenkmäler
- Turmhügel Lückenrieth

### Schutzgebiete, Naturdenkmäler und Geotope
- Naturschutzgebiet Lerautal bei Leuchtenberg
- Heller Stein bei Steinach
- Hoher Stein bei Leuchtenberg (vermutlich historische Kultstätte)
- Teufels Butterfass bei Burgmühle (Granitformation, Felsturm)
- Burgberg Leuchtenberg
- Granitfelsen Steinhügel bei Döllnitz
- Franzosenfelsen im Südosten von Döllnitz
- Gneis-Aufschlüsse an der Kainzmühlsperre
- Granitfels Teufelspranke im Süden von Leuchtenberg
- Ehemaliger Steinbruch im Nordwesten von Leuchtenberg
- Kummerer-Felsen im Nordosten von Leuchtenberg
- Ehemaliger Steinbruch an der Luhe im Osten von Michldorf
- Wolfslohklamm im Osten von Michldorf
- Granitblöcke im Westen von Sargmühle

## Verkehr
Leuchtenberg liegt in der Nähe der Bundesautobahn 6 (Saarbrücken–Waidhaus) sowie der Bundesstraßen 14 (Stockach–Waidhaus) und 22 (Bamberg–Cham) (Bayerische Ostmarkstraße / Glasstraße).

## Sonstiges
Für die gelungene Sanierung des historischen Ortskerns wurde Leuchtenberg 1992 mit dem Europa-Nostra-Preis ausgezeichnet. Leuchtenberg ist Namensgeber einer in Regensburg von 1968 bis 1996 ansässigen katholischen Studentenverbindung.